# 黄龙镇 (襄阳市)
黄龙镇，是中华人民共和国湖北省襄阳市襄州区下辖的一个乡镇级行政单位。

## 行政区划
黄龙镇下辖以下地区：
黄龙社区、新桥社区、徐岗村、罗岗村、高明村、向湾村、杨山村、柏桥村、战胜村、井湾村、宋咀村、贾湾村、王门村、红光村、陶巷村、丁垸村、明垸村、潘垸村、陈岗村、刘岗村、黄祠村、黄沟村、方岗村、姜营村和陈桥村。